# Lingzhushan
Lingzhushan (kinesiska: 灵珠山街道, 灵珠山) är en socken i Kina. Den ligger i provinsen Shandong, i den östra delen av landet, omkring 290 kilometer öster om provinshuvudstaden Jinan. Lingzhushan ligger vid sjön Xiaozhushan Shuiku.
Genomsnittlig årsnederbörd är 918 millimeter. Den regnigaste månaden är juli, med i genomsnitt 259 mm nederbörd, och den torraste är januari, med 11 mm nederbörd.